# Будинок сонця
«Буди́нок со́нця» (рос. Дом Солнца) — фільм Гарика Сукачова за повістю Івана Охлобистіна «Будинок сонця, що сходить» (рос. «Дом восходящего солнца»). Вийшов на екрани 1 квітня 2010 року. Знімання тривали близько двох років у Москві та Криму (Балаклава, Карадаг, Керч).
З 9 грудня 2014 року, після протестів громадськості, фільм заборонили до показу та розповсюдження в Україні через незаконні вчинки та антиукраїнські шовіністичні висловлювання сценариста та актора фільму Івана Охлобистіна.

## Сюжет
Дія відбувається в 1970-і роки.
Дівчина з пристойної московської родини (дочка партійного керівника) Саша після закінчення школи успішно складає іспити в медінститут і випадково знайомиться з Гердою і її друзями-хіпі. Незабаром вона закохується в Сонце, лідера однієї з громад цієї субкультури. Її новими друзями стають: фарцовщик Малої, чилійський революціонер Хуан, сувора і чесна Герда, довговолосий Скелет, талановитий художник Кореєць. Нудній, лицемірній радянській дійсності протиставлено братство творчих особистостей.
Батько Саші в нагороду за вступ до ВНЗ дарує Саші путівку на відпочинок до Болгарії, але Саша по дорозі в аеропорт зупиняє автобус і з компанією хіпі їде в Крим до моря. Саша вчиться пити вино з пляшки і страждає від дивацтв Сонця, який постійно кудись зникає. На півдні хіпі зупиняються «дикунами» в приватному будинку, ходять на імпровізовані дискотеки і танцюють під рок-музику, яку транслює на піратському радіо загадкова «Баба Біда» (як виявляється, дочка начальниці місцевої міліції). До хіпі, а також до близького їм художнику Капельскому, весь цей час придивляється співробітник КДБ, присланий з Москви; в результаті Капельского заарештовують на вокзалі, коли він збирається повертатися в Москву.
Під час бійки з «дембелями»-прикордонниками хіпі потрапляють в міліцію. Для їх визволения Сонце спочатку звертається до свого батька, радянському адміралу (тут з'ясовується, що Сонце смертельно хворий і потребує серйозного лікування в Москві), а потім до «Баби Біди», яка дає гроші на хабар своєї матері-міліціонеру. Після звільнення хіпі на березі моря при світлі вогнищ починається вечірка. Тим часом Сонце спалює свій курінь («будинок сонця», який він показав тільки Саші).
Наприкінці фільму глядачі дізнаються, що Сонце помер на операційному столі до того, як за ним прийшли люди з держбезпеки. Малий покінчить життя самогубством, Скелет загине в Афгані, Герда з Хуаном одружаться, стануть сейсмологами і пропадуть безвісти в Мозамбіку, Капельскій проведе роки в спецпсихушці, потім емігрує і отримає світову популярність, а Саша повернеться в Москву до свого звичайного життя і стане лікарем- кардіологом.

## В ролях
- Станіслав Рядінський — «Сонце»;
- Світлана Іванова — Саша Сергєєва;
- Дар'я Мороз — «Герда», Поліна Крепак;
- Іван Стебунов — «Малої», Павло Кочетков;
- Кирило Полікашин — «Скелет», Віталій Гринцер;
- Моїсес Бланко — Хуан Маріа Арана Мортейру;
- Олексій Горбунов — «Кореєць», Борис Павлович Капельскій;
- Олександр Мохов — Владлен Олександрович, батько Саші;
- Ольга Блок-Мірімська — Антоніна Анатоліївна, мати Сашка;
- Анатолій Сміранін — Вадим, наречений Саші;
- Сергій Баталов — дядько Родіон;
- Анна Цуканова — «Баба Біда»;
- Микита Висоцький — адмірал Олексій Карелін, батько Сонця;
- Михайло Єфремов — професор Віктор Немчинов;
- Михайло Горевий — співробітник КДБ;
- Іван Охлобистін — лектор;
- Чулпан Хаматова — Галина, дружина корейця;
- Іван Макаревич — Андрій Макаревич (псевдокамео);
- Данило Маргуліс — Євген Маргуліс (гр. «Машина Часу», псевдокамео);
- Велимир Русаков — Юрій Борзов (гр. «Машина Часу»);
- Гарик Сукачов — Володимир Висоцький;
- Євдокія (Діна) Германова — керівник туристичної групи;
- Ніна Русланова — баба Оля;
- Тетяна Агафонова — мати Баби Біди, начальник відділення міліції;
- Володимир Теплишев — гуру.
- Епізодичні ролі у фільмі зіграли: Олександр Скляр, Ногон Шумаров, Булат Гафаров, Олександр Сукачов (син Гаріка Сукачова), Михайло Жердин та інші.

## Заборона до показу
З 9 грудня 2014 року Державне агентство України з питань кіно заборонило до показу та поширення в Україні фільм «Будинок сонця» разом із ще 70-ма фільмами та серіалами за участю Івана Охлобистіна. За повідомленням відомства, заборона пов'язана із антиукраїнськими шовіністичними вчинками Охлобистіна, а також порушенням ним заборони на в'їзд до України. Незадовго до цього за заборону протестували активісти, зокрема учасники кампанії «Бойкот російського кіно».